# كريستوفر مايكل لانجان
كريستوفر مايكل لانجان (بالإنجليزية: Christopher Langan) ولد في سان فرانسيسكو عام 1952 وقد وصف بأنه «أذكى رجل في أمريكا»، وكذلك «أذكى رجل في العالم» من قبل وسائل الإعلام، فقد حصل في اختبار الذكاء على نتيجة بين 195 – 210 وتميز بأنه عصامي استطاع التعلم بشكل مستقل بعد أن أجبرته ظروف المعيشة على ترك التعليم النظامي، وله نظرية خاصة به تتحدث عن العلاقة بين العقل والواقع، سماها «النموذج النظري الإدراكي للكون» 